# Рофл

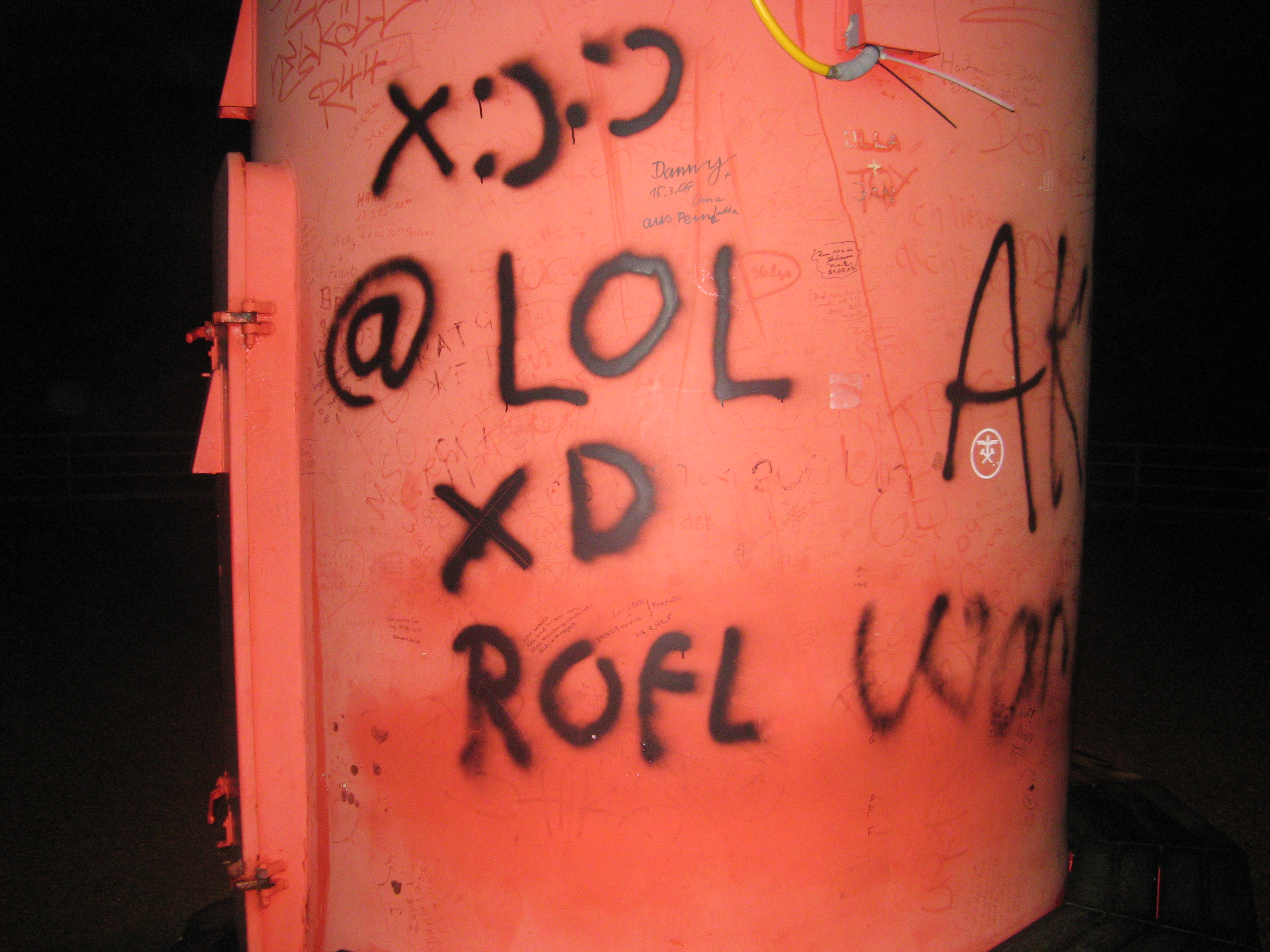
Графіті

Рофл — це шалено смішний жарт або історія.

## Походження
Англ. ROFL — rolling on the floor laughing.